# イクセル
イクセル（仏: Ixelles [iksɛl]、蘭: Elsene [ˈɛlsənə] ( 音声ファイル)）は、ベルギーのブリュッセル首都圏地域に存在する19の基礎自治体の一つである。ブリュッセルの中心部より南側の郊外に位置しており、ブリュッセル＝ヴィルによって2分割されている。

## 歴史
イクセルは、1196年にベネディクト会の修道女によって、ラ・カンブル修道院が創設されたことに街の起源を持つ。1478年、神聖ローマ帝国によって、修道院とその周辺地域が破壊された。1585年、スペインはカルヴァン派によって使用されることを防ぐために、街にあったほとんどの建物を焼き払った。

## 姉妹都市
- フランス ビアリッツ
- コンゴ民主共和国 キンシャサ市カラム区
- パレスチナ ザバブデ
- イスラエル メギド

## 出身人物
- ウルズラ・フォン・デア・ライエン - 政治家、欧州委員会委員長
- オードリー・ヘプバーン - 女優
- オーギュスト・ペレ - 建築家
- ジャコ・ヴァン・ドルマル - 映画監督
- ジャック・フェデー - 映画監督
- ナターシャ・レニエ - 女優
- ヤニック・フェレイラ・カラスコ - サッカー選手
- フランク・エンティリキーナ - フランス国籍のバスケットボール選手